# カターニア平原
カターニア平原（カターニアへいげん、イタリア語: Piana di Catania）は、イタリア・シチリア島にある平原地帯。総面積は430 km2、平均の標高は60 mである。北にエトナ火山、西にエレイ山地とネブロディ山脈、南にイブレイ山地がある。